# Hans Eberhart-Rogenmoser
Hans Eberhart-Rogenmoser, auch Hans Eberhart (* 18. Mai 1956 in Wettingen; † 6. Oktober 2023), war ein Schweizer Oberst im Generalstab, Militärhistoriker, Militärattaché und Militärberater der Schweizer OSZE-Delegation in Wien.

## Leben und Wirken
Hans Eberhart wuchs im aargauischen Lengnau auf und besuchte von 1972 bis 1976 das Kantonale Aargauische Lehrerseminar in Wettingen. Anschliessend studierte er Allgemeine Geschichte, Anglistik und Völkerrecht an der Universität Zürich sowie der Universität Aberdeen und schloss 1983 mit dem Lizenziat ab. In seiner Lizenziatsarbeit befasste er sich mit den Planungen des Schweizer Generalstabes zur Kriegführung an der schweizerisch-italienischen Südfront (1859–1915). Nach einem Forschungsaufenthalt in Rom für seine Dissertation «Zwischen Glaubwürdigkeit und Unberechenbarkeit. Politisch-militärische Aspekte der schweizerisch-italienischen Militärbeziehungen 1861–1915» wurde er 1985 bei Walter Schaufelberger promoviert. Anschliessend war er Redaktor und Berater bei der Rudolf Farner Public Relations Agentur und führte von 1985 bis 1988 im Auftrag von Dominique Brunner das Sekretariat des Vereins zur Förderung des Wehrwillens und der Wehrwissenschaft (nachmaliger Verein Sicherheitspolitik und Wehrwissenschaft).
Eberhart stand von 1989 bis 2021 im Dienste der Schweizerischen Eidgenossenschaft (EMD bis 1997, seither VBS): zunächst als Sicherheitspolitiker (1989–1999) und dann als Militärberater der Schweizerischen OSZE-Delegation in Wien (1999–2005) unter Führung von Divisionär Josef Schärli. Anschliessend setzte er seine berufliche Laufbahn als Verteidigungsattaché (2006–2021) in Pakistan, im Vereinigten Königreich, in der Türkei und in Singapur fort. Er initialisiert verschiedene Bücher zur Militärgeschichte, Sicherheits- und Militärpolitik der Schweiz und trug als Mitherausgeber sowie Autor beträchtlich dazu bei. Darüber hinaus war er Verfasser zahlreicher Aufsätze und Artikel zur sicherheitspolitischen Strategie und Armee der Schweiz sowie zu Fragen internationaler Sicherheit. Als Oberst im Generalstab kommandierte er zuletzt den Mobilmachungsplatz 317 (2000–2003).
Nach seinem Studium engagierte sich Eberhart, seinem Selbstverständnis des schweizerischen Milizsystems entsprechend, anfangs als Assistent für die Geschichte des Schweizerischen Generalstabes, dann als sicherheitspolitischer Referent, Redaktor und Autor bei verschiedenen Zeitungen und Zeitschriften, unter anderem beim Der Staatsbürger und Schweizer Soldat. Er war Gründungsmitglied des Colloquium Sicherheitspolitik und Medien und trug dieses von 1990 bis 2006 massgeblich mit. Ausserdem gehörte er von 1986 bis 1990 dem Vorstand der Schweizerischen Gesellschaft für militärhistorische Studienreisen an und unterstützte diese als Reiseassistent. Er las an der Universität Zürich bei Albert A. Stahel zu Themen wie Strategie, Europäische Sicherheit und Konflikte der Gegenwart (während Wintersemestern im Zeitraum 1997–2001). Seit 1991 war er Mitglied des International Institute for Strategic Studies.
Eberhart-Rogenmoser war mit Erika Maria Theresia Eberhart-Rogenmoser verheiratet, hatte zwei Kinder und wohnte seit seiner Pensionierung 2021 in Wichtrach.

## Schriften (Auswahl)
Als Autor
- Die Erwägungen über die Kriegführung an der Südfront in den schweizerischen Generalstabsplanungen 1859–1915. Zürich 1982 (unveröffentlichte Lizenziatsarbeit aus dem Historischen Seminar der Universität Zürich).
- Eine Fallstudie: Italienische Pläne eines Truppendurchmarsches durch die Schweiz und die Massnahmen des Schweizer Generalstabes zur Verteidigung der Südfront 1861-1915. In: Actes du Symposium 2 (1983), Hrsg.: Centre d’histoire et de prospective militaires. Lausanne 1984, S. 93–116.
- Zwischen Glaubwürdigkeit und Unberechenbarkeit. Politisch-militärische Aspekte der schweizerisch-italienischen Militärbeziehungen 1861–1915. Dissertation Universität Zürich. Zürich 1985.
- Für eine Existenz in Freiheit und Menschenwürde. Auseinandersetzung mit der Vision einer «Schweiz ohne Armee». In: Civitas (Monatsschrift für Politik und Kultur). Nr. 7/8, Juli/August 1988, S. 179–187.
- Der neuen «Neunten» entgegen (1874–1937). In: Hans U. Balthasar (Hrsg.): Die Gotthard-Division. La Divisione del Gottardo 1938–1993. Divisione montagna 9 und Pedrazzini, Locarno 1993, ISBN 978-88-7404-005-6, S. 69–82.
- mit Josef Schärli: Die Schweizer Armee als Faktor internationaler Stabilität und Friedensförderung. In: Schweizer Armee heute und in Zukunft. Das aktuelle Standardwerk über die schweizerische Landesverteidigung, S. 49–58; Thun 1996 (13. Auflage).
- Aufbruch! Über die Erneuerung der schweizerischen Sicherheitspolitik. Sieben Thesen zur künftigen nationalen Sicherheit in der asiatisch-eurasischen Staatenwelt: Gedanken zur Entwicklung des europäischen Sicherheitssystems und seiner Bedeutung für die Schweiz. In: Sicherheitspolitik der Schweiz nach der Jahrtausendwende. Sieben mal sieben Thesen zur künftigen Selbstbehauptungsstrategie der Schweiz. Hrsg. und Verlag: Verein Sicherheitspolitik und Wehrwissenschaft, Zürich 1997, S. 16–24.
- Welche nationalen Sicherheitsinteressen verfolgen wir? In: Der Staatsbürger. Nr. 4/1998, S. 9–12.
- Die Schweizer Armee und ihr Beitrag zur Vertrauens- und Sicherheitsbildung in Europa. Eine Standortbestimmung. In: Hans Eberhart, Albert A. Stahel: Schweizerische Militärpolitik der Zukunft. Sicherheitsgewinn durch stärkeres internationales Engagement.  NZZ-Verlag, Zürich 2000, ISBN 978-3-85823-849-8, S. 127–151.
- Militärstrategisches Denken und Handeln in der Schweiz. Ein altes, militärwissenschaftliches Manko. In: Militärpolitische Information. Hrsg. v. Verein Sicherheitspolitik und Wehrwissenschaft; Zürich 1999 (online im Internetarchiv).
- In the interest of its people: Pakistan’s need for a comprehensive politico-strategic reorientation – Observations from an European perspective. In: IPRI Journal. Hrsg.: Islamabad Policy Research Institute, Sommer 2011, Band XI, Nr. 2, S. 1–43.
- Die Türkei – strategisches Bindeglied zwischen Europa und Asien mit sicherheitspolitischen Belastungen. In: Hans Eberhart, Markus A. Mäder, Bruno Russi, Marc-Alain Stritt (Hrsg.): Im Einsatz für Sicherheit und Frieden. Der Verteidigungsattaché als Instrument der schweizerischen Militärdiplomatie. Verlag Merker im Effingerhof, Lenzburg 2020, ISBN 978-3-85648-160-5, S. 151–168.

Als Herausgeber
- mit Anton Künzi, Martin Pestalozzi-Schäfer, Jürg Stüssi-Lauterburg: Festschrift Walter Schaufelberger. Bumperlibum aberdran heiahan! (= Studien zur Militärgeschichte und Militärwissenschaft). Sauerländer Verlag, Aarau 1986, ISBN 978-3-7941-2728-3.
- mit Albert A. Stahel: Schweizerische Militärpolitik der Zukunft. Sicherheitsgewinn durch stärkeres internationales Engagement. NZZ-Verlag, Zürich 2000, ISBN 978-3-85823-849-8.
- mit Markus A. Mäder, Bruno Russi, Marc-Alain Stritt: Im Einsatz für Sicherheit und Frieden. Der Verteidigungsattaché als Instrument der schweizerischen Militärdiplomatie. Verlag Merker im Effingerhof, Lenzburg 2020, ISBN 978-3-85648-160-5.